# Théâtre du Casino (Copenhague)
Pour les articles homonymes, voir Casino.
Le Casino Theatre était un théâtre situé au 10 rue Amaliegade à Copenhague, au Danemark. Il a été construit comme lieu de divertissement par Georg Carstensen, fondateur des jardins de Tivoli, et a été transformé en théâtre en 1848. Fermé en 1937, le bâtiment fut démoli en 1960.

## Histoire

### Origines
Construit par Georg Carstensen, fondateur des Jardins de Tivoli, le Casino était à l'origine conçu comme un « Tivoli d'hiver » avec un bazar, des concerts et des soirées. Carstensen a financé le projet par la vente d'actions ; en novembre 1845, il avait levé 200 000 rigsdaler danois. Le bâtiment a été conçu par HC Stilling qui avait également travaillé pour Carstensen lors de la création des jardins de Tivoli. La salle a ouvert ses portes le 22 février 1847.

### Théâtre
Le lieu n’a jamais gagné en popularité sous sa forme initiale et a rapidement été transformé en théâtre ; la première pièce y a été créée le 26 décembre 1848. Le Théâtre du Casino s'adressait à un public plus large que le Théâtre Royal de Kongens Nytorv ; c'était un endroit où se rendaient les gens ordinaires, souvent avec leurs enfants. Son répertoire se composait de comédies, de vaudevilles et d'opérettes.
La Revue, en tant que genre théâtral danois, y a été fondée avec Nytårsnat 1850.
Les productions comprenaient notamment Meer end perler og guld et Ole Lukøje de Hans Christian Andersen, ainsi que des comédies de Jens Christian Hostrup et Thomas Overskou.

### Réunions politiques, carnavals et concerts

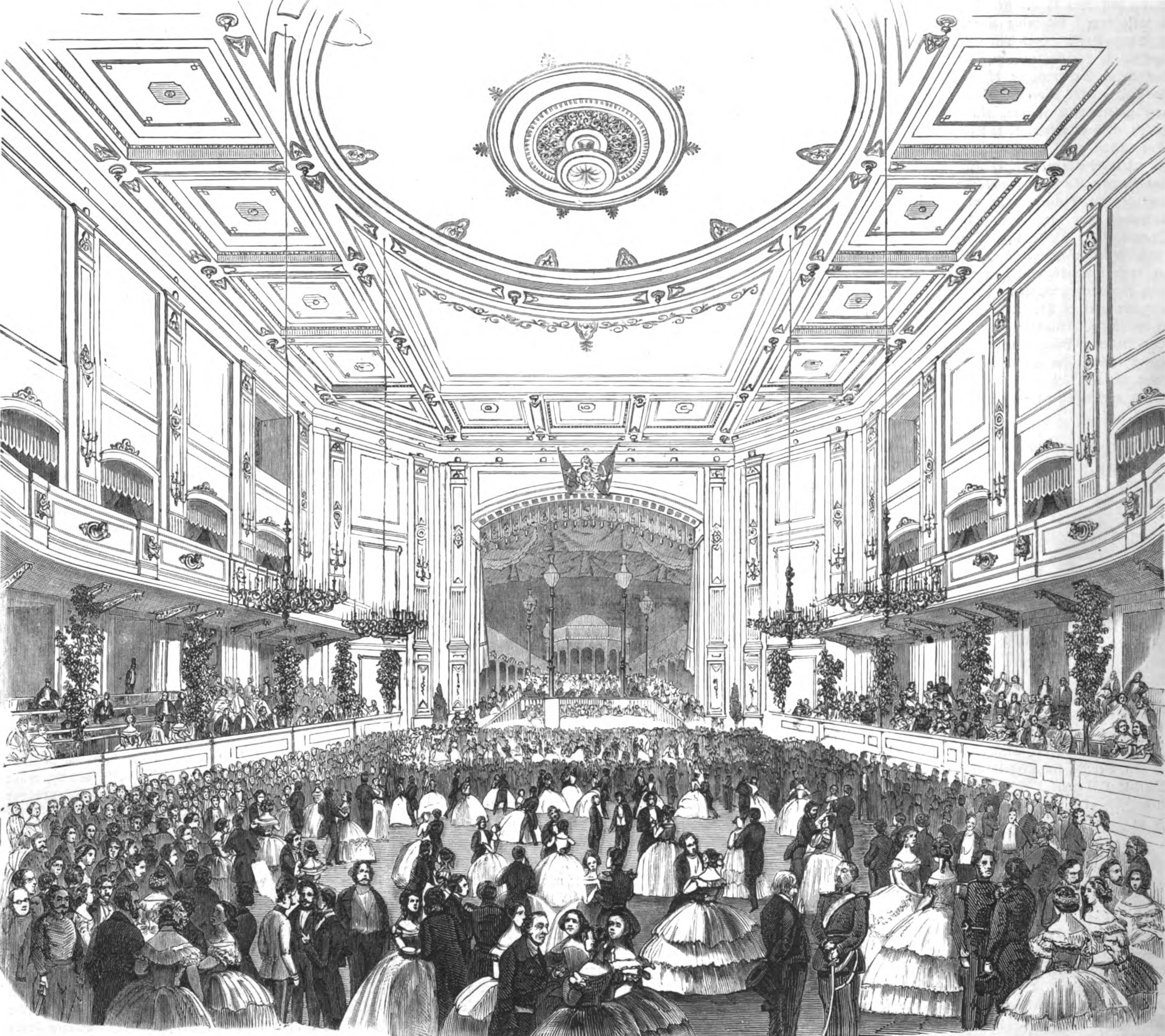
Bal au Théâtre du Casino, 1859/60

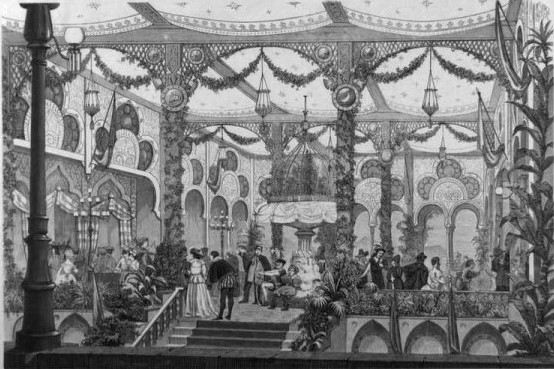
Carnaval au Théâtre du Casino en 1870

Le Théâtre Casino est associé aux Assemblées du Casino, deux réunions politiques publiques qui ont eu lieu pendant la Révolution de Mars en mars 1848, qui ont abouti à l'adoption de la Constitution danoise de 1949. La première réunion eut lieu le 11 mars 1848 à l'initiative des dirigeants nationaux libéraux Hvidt, HN Clausen et Tscherning, attirant environ 2 300 participants. L'occasion était les revendications politiques formulées par le Schleswig-Holstein lors d'un rassemblement politique à Rendsborg. La deuxième Assemblée du Casino, qui a eu lieu le 20 mars, a abouti à l'adoption d'une résolution rédigée par Orla Lehmann. Le lendemain, environ 15 000 personnes marchent vers Christiansborg où Christian VII vient de dissoudre son gouvernement. De nouvelles réunions politiques eurent lieu au Casino les 29 août et 28 septembre 1854, aboutissant à la fondation d'une association de défense de la Constitution. Une autre réunion politique eut lieu au Théâtre du Casino en 1863, conduisant à la décision d'incorporer le Schleswig au Danemark.
Le Théâtre du Casino servait également pour des bals, des concerts et des carnavals. Le Concerto pour piano en la mineur d'Edvard Grieg fut créé le 3 avril 1869 au Théâtre du Casino.

### XXesiècle
Fritz Petersen devient directeur du théâtre en 1904.
Le Théâtre Casino a fermé ses portes en 1937 en raison de la crise économique des années 1940, et de la popularité croissante du cinéma. Le théâtre a rouvert ses portes une dernière fois 1er avril 1939, pour un spectacle d'adieu, avec des scènes de ses productions les plus populaires. Le bâtiment a alors été transformé en entrepôt ; il a été démoli en 1960,.

## Productions notables
- 3 octobre 1849 : Meer fin Perler og Guld
- 1er mars 1850 : Oke Lukøje
- 1935 : Champagnegaloppen

## Directeurs
| - 1848-1855 : Hans Wilhelm Lange - 1855-1860 : Erik Bogh - 1860-1862 : MW Brun - 1862-1864 : HP Holst - 1864-1865 : Thomas Overskou - 1865-1865 : Christian Schmidt - 1865-1869 : Théodor Rasmussen - 1869-1884 : Théodor Andersen - 1884-1887 : August Rasmussen - 1887-1888 : Sophus Neuman et Lauridts Stigaard - 1888-1888 : Hans Riber Hunderup et Hans Lindemann - 1888-1890 : Carl Nielsen (mestre de bagage) - 1890-1891 : Robert Watt - 1891-1892 : Frederik Adolf Cetti, Vilhelm Østergaard, Theodor Andersen - 1892-1893 : Sofus Birck | - 1893-1894 : Gustav Esmann - 1894-1900 : Richard Schrøder - 1900-1902 : Edgard Høyer - 1902-1905 : Martinius Nielsen - 1905-1910 : Frits Petersen - 1911-1912 : Paul Fjeldgaard - 1912-1914 : Gerda Christophersen - 1914-1916 : Holger Rasmussen - 1916-1921 : Herman-Petersen - 1921-1931 : Emmanuel Gregers - 1931-1932 : Nancy Nathansen et Henry Schmidt - 1932-1933 : Christian Frier - 1933-1934 : Svend Borch - 1934-1937 : Kaj Mervild |